# The Hush (album Texas)
The Hush è il quinto album in studio del gruppo musicale scozzese Texas, pubblicato il 18 maggio 1999.

## Tracce
1. In Our Lifetime – 4:06
2. Tell Me the Answer – 3:55
3. Summer Son – 4:04
4. Sunday Afternoon – 4:21
5. Move In – 4:29
6. When We Are Together – 3:30
7. Day After Day – 4:37
8. Zero Zero – 1:42
9. Saint – 4:46
10. Girl – 3:44
11. The Hush – 4:53
12. The Day Before I Went Away + Let Us Be Thankful (traccia nascosta) – 6:28

## Formazione
- Sharleen Spiteri – voce, chitarra
- Ally McErlaine – chitarra
- Johnny McElhone – basso
- Eddie Campbell – tastiere, cori
- Richard Hynd – batteria, percussioni

## Classifiche
| Classifica (1999) | Posizione raggiunta |
| ----------------- | ------------------- |
| Regno Unito       | 1                   |